# 7 prairial
7 floréal 7 messidor
Le septidi 7 prairial, officiellement dénommé jour du fromental, est le 247e jour de l'année du calendrier républicain.
C'était généralement le 26e jour du mois de mai dans le calendrier grégorien.